# Pontaniana
L'Acadèmia Pontaniana és una institució que va ser fundada cap al 1440 a Nàpols, amb la primitiva denominació de Porticus Antonianus, per Antonio Beccadelli sota la protecció del rei catalano-aragonès Alfons el Magnànim.
Es va dedicar prioritàriament als treballs filològics i va reunir les principals figures literàries de la ciutat (Sannazzaro, etc.). Va ser dissolta a mitjans del segle xvi, però ressorgí al començament del xix amb altres objectius.